# Delio Onnis
Delio Onnis (Giuliano di Roma, 24 de março de 1948) é um ex-futebolista e treinador italiano nacionalizado argentino que atuava como atacante.
Apesar de não ter conquistado muitos títulos e não ter sido convocado para a Seleção Argentina, é o maior artilheiro da história do futebol francês, com 299 gols na divisão principal do país, um recorde.

## Carreira
Nascido na Itália, se mudou para a Argentina cedo e começou a carreira no Almagro, de Buenos Aires. Em 1968, foi contratado pelo Gimnasia, onde ajudou a equipe a chegar à terceira colocação no certame argentino de 1970.
No ano seguinte, foi para a França, onde se tornaria o maior artilheiro do Campeonato Francês de todos os tempos, com 299 gols em 449 jogos. No Stade Reims, marcou 39 gols em 65 jogos, se destacando e sendo contratado pelo AS Monaco, onde viveria sua melhor fase, ajudando o clube a voltar à elite do futebol francês, depois de ter participado do seu rebaixamento, e, no ano do seu retorno, fazê-lo campeão nacional. Ajudou ainda na conquista da Copa da França de 1979-80.
Depois do sucesso no Monaco e de duas artilharias da Division 1, foi para o modesto Tours FC, onde não conseguiu conquistar nenhum título, mas foi artilheiro três vezes do certame nacional.
Encerrou a carreira no SC Toulon, em 1986, clube pelo qual ainda atuaria como treinador, não fazendo sucesso, assim como no Paris FC, de 1992 a 1995.

## Estatísticas

### Clubes
| Equipe            | Temporada         | Campeonato nacional | Campeonato nacional | Copas nacionais | Copas nacionais | Competições continentais | Competições continentais | Total | Total |
| Equipe            | Temporada         | Jogos               | Gols                | Jogos           | Gols            | Jogos                    | Gols                     | Jogos | Gols  |
| ----------------- | ----------------- | ------------------- | ------------------- | --------------- | --------------- | ------------------------ | ------------------------ | ----- | ----- |
| Almagro           | 1966              | 9                   | 3                   | 4               | 1               | —                        | —                        | 13    | 4     |
| Almagro           | 1967              | 2                   | 0                   | —               | —               | —                        | —                        | 2     | 0     |
| Almagro           | 1968              | 11                  | 10                  | 18              | 10              | —                        | —                        | 29    | 20    |
| Almagro           | Total             | 22                  | 13                  | 22              | 11              | —                        | —                        | 44    | 24    |
| Gimnasia          | 1969              | 20                  | 6                   | 17              | 14              | —                        | —                        | 37    | 20    |
| Gimnasia          | 1970              | 35                  | 28                  | 2               | 1               | —                        | —                        | 37    | 29    |
| Gimnasia          | 1971              | 25                  | 9                   | —               | —               | —                        | —                        | 25    | 9     |
| Gimnasia          | Total             | 80                  | 43                  | 19              | 15              | —                        | —                        | 99    | 58    |
| Reims             | 1971–72           | 32                  | 22                  | 8               | 4               | —                        | —                        | 40    | 26    |
| Reims             | 1972–73           | 33                  | 17                  | 3               | 2               | —                        | —                        | 36    | 19    |
| Reims             | Total             | 65                  | 39                  | 11              | 6               | —                        | —                        | 76    | 45    |
| Monaco            | 1973–74           | 31                  | 26                  | 9               | 10              | —                        | —                        | 40    | 36    |
| Monaco            | 1974–75           | 37                  | 30                  | 1               | 0               | 2                        | 1                        | 40    | 31    |
| Monaco            | 1975–76           | 33                  | 29                  | 1               | 0               | —                        | —                        | 34    | 29    |
| Monaco            | 1976–77           | 32                  | 30                  | 6               | 4               | —                        | —                        | 38    | 34    |
| Monaco            | 1977–78           | 35                  | 29                  | 9               | 8               | —                        | —                        | 44    | 37    |
| Monaco            | 1978–79           | 34                  | 22                  | 5               | 3               | 3                        | 1                        | 42    | 26    |
| Monaco            | 1979–80           | 30                  | 21                  | 7               | 5               | 4                        | 4                        | 41    | 30    |
| Monaco            | Total             | 232                 | 187                 | 38              | 30              | 9                        | 6                        | 279   | 223   |
| Tours             | 1980–81           | 38                  | 24                  | 5               | 3               | —                        | —                        | 43    | 27    |
| Tours             | 1981–82           | 38                  | 29                  | 7               | 5               | —                        | —                        | 45    | 34    |
| Tours             | 1982–83           | 34                  | 11                  | 7               | 1               | —                        | —                        | 41    | 12    |
| Tours             | Total             | 110                 | 64                  | 19              | 9               | —                        | —                        | 129   | 73    |
| Toulon            | 1983–84           | 36                  | 21                  | 5               | 1               | —                        | —                        | 41    | 22    |
| Toulon            | 1984–85           | 30                  | 17                  | 1               | 0               | —                        | —                        | 31    | 17    |
| Toulon            | 1985–86           | 8                   | 1                   | 1               | 0               | —                        | —                        | 9     | 1     |
| Toulon            | Total             | 74                  | 39                  | 7               | 1               | —                        | —                        | 81    | 40    |
| Total na carreira | Total na carreira | 583                 | 385                 | 116             | 72              | 9                        | 6                        | 708   | 463   |

## Títulos
Monaco
- Ligue 1: 1977–78
- Copa da França: 1979–80

### Artilheiros
- Ligue 1 de 1974–75 (30 gols)
- Ligue 1 de 1979–80 (21 gols)
- Ligue 1 de 1980–81 (24 gols)
- Ligue 1 de 1981–82 (29 gols)
- Ligue 1 de 1983–84 (21 gols)

### Recordes
- Maior artilheiro da história do Campeonato Francês: 299 gols em 449 jogos
- Maior artilheiro da história do Monaco: 223 gols em 278 jogos